# Enrique Raymondi Contreras
Enrique Raymondi Contreras   (Guayaquil, 5 de desembre de 1937), conegut com El Maestrito, fou un futbolista equatorià de la dècada de 1960. El seu pare fou el també futbolista Enrique Raymondi Chávez, El Maestro.
Fou 8 cops internacional amb la selecció de l'Equador. Pel que fa a clubs, defensà els colors de Patria de Guayaquil, Emelec per recomanació de Carlos Raffo, i Barcelona entre d'altres.